# André Escaro
Pour les articles homonymes, voir Escaro (homonymie).
André Escaro, né le 21 avril 1928 à Chambéry, est un dessinateur de presse français.

## Biographie
Il est dessinateur de presse au journal Le Canard enchaîné de 1949 à 2022, il en a été également administrateur dans les années 1980 jusqu'au 22 juin 2022,,.
Il y assure encore en 2022, apres son depart en retraite de 1996, l'illustration, par divers petits croquis appelés cabochon, de la « Mare aux Canards » en page 2, consacrée aux échos politiques,
Il a également collaboré à Libération de 1957 à 1964, au journal Le Réfractaire journal libertaire et antimilitariste, et a un temps officié comme caricaturiste des coureurs du Tour de France. 
Le 3 décembre 1973 au soir, il surprend de faux plombiers — en réalité agents de la direction de la Surveillance du territoire (DST) — en train d'installer des micros dans les locaux du journal, alors en travaux, ce qui deviendra l'affaire des plombiers du Canard.
En 1960, il signe le Manifeste des 121, déclaration sur le « droit à l'insoumission » dans le contexte de la guerre d'Algérie. 
Il est par ailleurs le directeur général du Collectionneur français, un journal consacré aux collections et collectionneurs,.
Il a aussi assuré la partie illustrations du livre Les Côtes du Rhône de Jacques Lamalle, journaliste au Canard enchaîné.

## Controverse
Il est impliqué dans une affaire d'emploi fictif dont son épouse serait la bénéficiaire, et qui le contraint à quitter le conseil d'administration du Canard enchaîné en juin 2022. La direction du Canard enchaîné se défend de tout emploi fictif au sein de son équipe. Selon l'hebdomadaire, l'embauche de l'épouse du dessinateur André Escaro avait permis de retenir ce dernier en 1996, alors qu'il souhaitait prendre sa retraite.
L'affaire concernant les soupçons d'emploi fictif au Canard enchaîné est jugée par le tribunal correctionnel de Paris en juillet 2025. Michel Gaillard, Nicolas Brimo, sont cités  à comparaître pour « abus de biens sociaux » à des fins personnelles, déclaration frauduleuse pour obtenir une carte de presse, faux et usage de faux et déclaration frauduleuse à un organisme social. André Escaro, ancien dessinateur et administrateur du Canard enchaîné et son épouse  poursuivis pour abus de biens sociaux pour l’un, recel d’abus de biens sociaux, emploi fictif, escroquerie à un organisme social et fraude à la carte de presse pour l’autre,,,. Le ministère public requiert entre autres un an de prison avec sursis à l’encontre des quatre prévenus,. Le délibéré est prévu pour le 17 octobre 2025.

## Vie privée
André Escaro en retraite depuis 1996 vit, avec son épouse Édith Vandendaele née en 1948, à Nyons dans la Drôme. Édith Vandendaele est salariée du Canard enchaîné. À partir de 2020, le journaliste Christophe Nobili ayant participé à la mise en lumière de l'affaire d'emplois fictifs et détournement de fonds publics par Penelope Fillon, découvre et révèle qu'Édith Vandendaele est aussi soupçonnée d'emploi fictif depuis 1996.

## Publication
- Les Côtes du Rhône : de Vienne à Avignon, 300 bonnes adresses au meilleur rapport qualité-prix (illustrations), en collaboration avec Jacques Lamalle, Balland, 1981.